# Can Boter (Bigues)
Can Boter és una masia a Bigues (poble del Vallès) al sector nord-est del terme de Bigues i Riells del Fai, a tocar de l'extrem nord-oriental de la urbanització de Can Barri, a ponent de Can Mai-hi-són. És en un coster entre dos torrents que davallen del Bosc de Can Boter, afluents del Torrent de la Font del Tort. És una obra de finals del segle xix o de principis del XX. Està inclosa en el «Catàleg de masies i cases rurals» de Bigues i Riells del Fai.